# Zijdewind
Zijdewind est un village situé dans la commune néerlandaise de Hollands Kroon, dans la province de la Hollande-Septentrionale. En 2009, le village comptait environ 350 habitants.